# أرشيبالد دوغلاس
أرشيبالد دوغلاس (بالإنجليزية: Archibald Douglas, 6th Earl of Angus) (و. 1489 – 1557 م) هو محامي إسكتلندي، توفي عن عمر يناهز 68 عاماً.